# Dystrykt Commonwealth Robertsport
Dystrykt Commonwealth Robertsport – dystrykt w hrabstwie Grand Cape Mount, w zachodniej części Liberii.

## Położenie
Dystrykt położony jest 70 km na północny zachód od stolicy kraju – Monrovii. W dystrykcie Commonwealth Robertsport położona jest siedziba administracyjna hrabstwa Grand Cape Mount, miasto Robertsport.
W dystrykcie leży jezioro Piso, będące największym zbiornikiem wodnym Liberii. Wokół jeziora położony jest Park Narodowy Jeziora Piso, chroniący ekosystem wokół zbiornika.
W 2020 łączna powierzchnia lasów w dystrykcie Commonwealth Robertsport wyniosła 8260 ha, co stanowiło ponad 78% całkowitej powierzchni dystryktu.

## Demografia
Według spisu ludności z 2008 roku jednostka liczyła sobie 6884 mieszkańców. Natomiast według spisu ludności przeprowadzonego w 2022 roku, dystrykt ma populację liczącą 14 057 mieszkańców, co czyni go najmniej zaludnionym dystryktem w hrabstwie.
Dane z 2008:
| Opis      | Ogółem | Ogółem | Mężczyźni | Mężczyźni | Kobiety | Kobiety |
| --------- | ------ | ------ | --------- | --------- | ------- | ------- |
| Jednostka | osób   | %      | osób      | %         | osób    | %       |
| Populacja | 6 884  | 100    | 3 418     | 49,7      | 3 466   | 50,3    |

Dane z 2022:
| Opis      | Ogółem | Ogółem | Mężczyźni | Mężczyźni | Kobiety | Kobiety |
| --------- | ------ | ------ | --------- | --------- | ------- | ------- |
| Jednostka | osób   | %      | osób      | %         | osób    | %       |
| Populacja | 14 057 | 100    | 7 138     | 50,8      | 6 919   | 49,2    |

## Sąsiednie dystrykty
Garwula, Tewor